# Ivan Rogers
Sir Mark Ivan Rogers KCMG (* 1960 in Bournemouth) ist ein ranghoher britischer Beamter, der ab dem 4. November 2014 bis zu seinem Rücktritt am 3. Januar 2017 Ständiger Vertreter des Vereinigten Königreichs bei der Europäischen Union (engl. Permanent Representatives to the European Union) war.

## Leben
Rogers studierte am Balliol College in Oxford. Er war im britischen Schatzamt (Treasury) als Privatsekretär für den damaligen Schatzkanzler Kenneth Clarke tätig. Später wurde er in die Europäische Kommission als Stabschef von Leon Brittan versetzt und wurde schließlich Direktor für Europäische Strategie und Politik. Unter Gordon Brown war er auch Direktor für Staatshaushalt und Staatsfinanzierung.
2003 folgte Rogers Sir Jeremy John Heywood im Amt des Kabinettschef des Premierministers Tony Blair nach. Nach drei Jahren wechselte er in die Privatwirtschaft und wurde Leiter des öffentlichen Sektors der Citigroup. Von 2010 bis 2011 leitete Rogers den öffentlichen Industriesektor der Barclays Investment Bank im Vereinigten Königreich und Irland.
2012 kehrte Rogers in den öffentlichen Dienst zurück und wurde Berater des Premierministers für Europa und globale Angelegenheiten. Außerdem war er Leiter des Sekretariats für europäische und globale Angelegenheiten. Er folgte damit Jon Cunliffe nach, der zum ranghöchsten britischen Diplomaten bei der EU aufgestiegen war. Nachdem Cunliffe zur Bank of England gewechselt war, wurde Rogers erneut sein Nachfolger und wechselte 2013 zur EU-Kommission nach Brüssel.
Rogers war ein Gegner des Brexits. Im Dezember 2016 gelangte eine interne Mitteilung Rogers’ an die Öffentlichkeit, in der dieser Kritik an den Brexit-Verhandlungen äußerte, weswegen Rogers selbst in die Kritik geriet. Er trat am 3. Januar 2017 zurück. Sein Nachfolger ist der britische EU-Botschafter Tim Barrow.

## Schriften
- 9 Lessons in Brexit. Short Books Ltd 2019, ISBN 978-1-78072-399-0 (Digitalisat)

## Auszeichnungen
Rogers wurde bei den New Year Honours 2016 zum Knight Commander der Order of St. Michael and St. George (KCMG) ernannt.